# Vrste Pokémona
Vrste Pokémona jesu posebni atributi djelomično ili potpuno utemeljeni na osnovnim elementima koji određuju snage i slabosti različitih rodova Pokémona. Polažu temelje složenog iako većinom logičnog "kamen, papir, škare" sistema koji se primjenjuje na apsolutno svakog Pokémona i njegove tehnike. Neke prednosti i nazadovanja određene vrste Pokémona temelje se na zdravom razumu (npr. Vatreni Pokémoni slabi su na Vodene Pokémone – voda gasi vatru), dok ostala načela nisu toliko očita (npr. Buba napadi snažni su protiv Psihičkih Pokémona). Mehanika ovog sustava prošla je razne promjene nakon prve generacije igara. Naposljetku, neka načela daju se primijeniti samo na igre Pokémon Red, Blue, Yellow i Pokémon Stadium, dok se ostala daju primijeniti samo na igre sljedećih generacija.

## Pokémon vrste i napadi
Većina Pokémona, ako ne i svi, uče tehnike posebnog tipa kojeg su i oni sami, kao i osnovne fizičke napade. Na primjer, Električni tip Pikachu može naučiti napade Normalnog tipa kao što su Režanje (Growl) i Brzi napad (Quick Attack), ali i Električne napade kao Gromoviti šok (Thundershock) i Gromoviti val (Thunder Wave). Pokémoni dobivaju dodatan bonus u jačini napada koji se podudaraju s njihovim tipom, množeći štetu koju napad uzrokuje s 1.5. Ovo je poznato i kao "same type attack bonus",ili STAB. Na primjer, Pikachu (Električni tip Pokémona) uzrokovat će veću štetu Udarom groma (Thunderbolt), koji je Električni napad, nego Raticate (Normalni tip Pokémona) s jednakim statistikama. 
Također valja uzeti u obzir tip ili tipove protivničkog Pokémona. Unutar igre, napad se može prozvati "Super učinkovitim", "Neučinkovitim" ili "Bez učinka". U većini slučajeva, "Super učinkoviti" napadi učinit će dvostruko veću štetu od normalne njenoj meti, dok će "Neučinkovit" napad učiniti samo polovicu štete od normalne. Neki Pokémon imaju dvostruki tip, pa se šteta računa zasebno za svaki tip; kao rezultat toga "Super učinkoviti" i "Neučinkoviti" napadi tada mogu činiti četverostruku štetu ili jednu četvrtinu štete od uobičajene. Primjerice, Električni napadi učinit će četverostruku štetu Gyaradosu jer su "super učinkoviti" protiv oba njegova tipa (Vodeni/Leteći). Suprotno tome, Butterfree, Buba/Leteći Pokémon, prima samo jednu četvrtinu štete od Borbenih napada. Napadi "Bez učinka" jesu oni na koje je protivnički Pokémon imun (npr. Zemljani Pokémon Donphan imun je na Električne napade te ne prima apsolutno nikakvu štetu od istih). Svi su ovu učinci kumulativni s ostalim učincima, poput STAB-a, dopuštajući napadima da postanu jači ili slabiji ovisno o okolnostima.

## Fizički i specijalni napad
Svaki Pokémon napad može se opisati na dva načina: Fizički napad ili Specijalni napad. Kada Pokémon napada protivnikom Fizičkim napadom, napadačeva Attack statistika povisuje snagu napada, dok protivnikova Defense statistika snižava snagu napada. Kada Pokémon napada protivnika Specijalnim napadom, napadačeva Special Attack statistika i protivnikova Special Defense statistika izravno određuju konačnu počinjenu štetu na protivnika.
U prve tri generacije igara, vrsta napada određuje Fizičku ili Specijalnu narav samog napada.
| Vrste fizičkog napada - Borbeni - Buba - Čelični - Duh - Kameni - Leteći - Normalni - Otrovni - Zemljani | Vrste specijalnog napada - Električni - Ledeni - Mračni - Psihički - Travnati - Vatreni - Vodeni - Zmaj |

Ipak, u igrama Pokémon Diamond i Pearl svaki je napad individualno klasificiran kao Fizički, Specijalni ili Status napad. Primjerice, Udar groma (Thunderbolt), napad u kojem Pokémon protivnika napada ispaljenim mlazom elektriciteta, Specijalni je napad; Gromoviti udarac (Thunder Punch), gdje napadač protivnika napada elektricitetom nabijenom šakom (ili nekim drugim udom), smatra se Fizičkim napadom; Gromoviti val (Thunder Wave), koji ne čini štetu, no paralizira metu, smatra se Statusnim napadom. Sva tri napada Električnog su tipa, no ipak, predmet su STAB-a, različitih statistika i ostalih kumulativnih učinaka.

## Pokémon vrste u animiranoj seriji
Gore navedene informacije o Pokémon vrstama dolaze iz videoigara. Pokémon animirana serija odnosi se prema Pokémon vrstama na gotovo jednak način, s nekim iznimkama, a ponekad ulazi dublje u djelovanja Pokémonove slabosti na određene vrste napada. Primjerice, Pokémoni su ponekad prikazani fizički iscrpljeni izlaganjem osnovnim elementima povezanima s njihovom slabošću na određenu vrstu napada, često do granice da bi u potpunosti izgubili istoimenu vrstu slabosti. Ovakvi su se slučajevi dovodili i do psiholoških granica. Primjerice, u Pokémon animiranoj seriji, Kameni i Zemljani Pokémoni prikazivani su s posebnom bojaznošću od vode, no odlučni Pokémon i njegov trener prevazišli bi ovu bojazan i izgubili (ili barem umanjili) određenu vrstu slabosti. U epizodi 206, "Right On, Rhydon", Rhydon, Kameni/Zemljani Pokémon, samostalno nauči plivati kako bi prešao jezero u potrazi za hranom. U videoigrama, ista je situacija prikazana također kroz Rhydona, koji je sposoban naučiti tehniku Surfanja (Surf).
U animiranoj seriji, Pokémoni su bili u stanju u potpunosti prijeći potpune imunosti kroz čistu snagu volje, šokirajući protivnike i gledatelje. Ashov je Pikachu pobijedio mnogo Kamenih i Zemljanih Pokémona na ovaj način. Drugi Pokémoni i njihovi treneri pribjegli su neuobičajenim tehnikama i taktikama radi izbjegavanja ili odupiranja napada na koje su slabi.

### Električni napadi protiv Travnatih Pokémona
U nekim epizodama, poput epizode 74, "The Fourth Round Rumble", u kojoj se Ashov Pikachu bori protiv Bellsprouta, rečeno je kako Travnati Pokémoni postaju u potpunosti imuni na Električne napade ako su povezani s tlom. U videoigrama, Travnati Pokémoni imaju samo jednostavnu otpornost na Električne napade, no ne i potpunu imunost na njih. 

### Električni napadi proti Zemljanih Pokémona
U videoigrama, Zemljani su Pokémoni u potpunosti imuni na Električne napade; ipak, u Pokémon animiranoj seriji, Zemljane je Pokémone moguće oštetiti Električnim tehnikama. Ovaj je slučaj često prikazan kroz lik Asha i njegovog Pikachua, koji su u nekoliko navrata uspješno izveli Električnu tehniku na Zemljanom Pokémonu. Prvi slučaj bio je tijekom Ashove borbe protiv Brocka; Pikachua je otvorio prskalice, smočivši Onixa i učinivši ga ranjivim na Električne napade. U epizodi 58, "Riddle Me This", Pikachu je uspješno izveo Udar groma (Thunderbolt) nad Rhydonom uperivši mlaz elektriciteta izravno u njegov rog. U epizodi 73, "Bad to the Bone", Pikachu je pobijedio Otoshijevog Marowaka Udarom groma. U epizodi 89, "In the Pink", kada je Pikachu pogodio Tim Raketa svojim Udarom groma, udarni je val slučajno pogodio i ružičastog Nidokinga.

### Električni napadi protiv Kamenih Pokémona
Epizode u animiranoj seriji, poput "To Master the Onixpected!", pogrešno su tvrdile kako su Kameni Pokémoni imuni na Električne napade. Do zabune je došlo jer su u prvoj generaciji gotovo svi Kameni Pokémoni Zemljanog podtipa, te radi toga i imuni na Električne napade. Jedini drugi Kameni Pokémoni bili su Pokémon fosili: Omanyte, Omastar, Kabuto, Kabutops i Aerodactyl. Pokémon igrači rijetko su koristili ove Pokémone, a njhov Vodeni i Leteći podtip činio ih je slabima na Električne Pokémone. Ovi su faktori doprinijeli zabludi kako su Kameni Pokémoni imuni na Električne napade. Zabluda je pobijena kada se Ash suočio s Roxanne; u tom su trenutku Brock i Max istaknuli kako je Nosepass jedinstvenog Kamenog tipa te je kao takav izložen Električnim napadima.  
Duh napadi protiv Normalnih Pokémona, Normalni napadi protiv Duh Pokémona
U videoigrama, Duh napadi u pravilu nemaju efekta nad Normalnim Pokémonima, i obrnuto. Ipak, u epizodama Pokémon: Advanced Generation sezone, Duh napad zvan Mračna loptica (Shadow Ball) oštetio je Meowtha, Normalnog Pokémona. Istovremeno, u jednoj od epizoda, Mayina je Skitty bila pogođena Mračnom lopticom. Tijekom Pokémon kronika, Mistyina je Corsola uspješno upotrijebila Šiljasti projektil (Spike Cannon), napad Normalne vrste, na Pokémon Duhu Sableyeu. 

### Zemljani napadi protiv Letećih Pokémona
Leteći su Pokémoni imuni na Zemljane napade u videoigrama, no ne i u animiranoj seriji, što je prikazano tijekom epizode "Playing with Fire", u kojoj Harrisonov Steelix uspješno koristi tehniku Kopanja (Dig) na Ashovom Noctowlu, te tijekom epizode "From Brags to Riches", u kojoj Marowak uspješno koristi Koštanu toljagu (Bone Club) na Gligaru. U animiranoj seriji, Zemljani napadi nisu izravno povezani sa zemljom, s iznimkom Potresa (Earthquake): svi Pokémoni jednostavno odskoče od tla kako bi izbjegli udarne valove Potresa, bez obzira na vrstu.

### Otrovni napadi protiv Čeličnih Pokémona
U videoigrama, Otrovni napadi uopće nisu djelovali na Pokémone Čeličnog tipa sve do sedme generacije. Ipak, u Diamond and Pearl epizodi "Gymbaliar!", Croagunk uspješno izvršava napad Otrovnog uboda (Poison Jab) nad Scizorom, Čeličnim/Buba Pokémonom. U 7. generaciji je predstavljena sposobnost Korozija (Corrosion), koja omogućava imatelju da statusnim napadima otruje Čelične Pokemone.

### Psihički napadi protiv Mračnih Pokémona
U epizodi Pokémon kronika, Mistyin Psyduck uspješno koristi Psihičku tehniku Zbunjivanja (Confusion) nad Mračnim Pokémonom Poochyenom, koji je u videoigrama u potpunosti imun na Psihičke napade.

## Uravnoteženost vrsta u igrama
U igrama Pokémon Red, Blue i Yellow, prvotne kombinacije tipova stvorile su snažnu silu u vidu Psihičkih Pokémona. Pokémon Duhovi i Pokémoni Bube bili su učinkoviti protiv Psihičkih Pokémona, no samo u teoriji. U praksi, jedini Duh napadi koji su uzrokovali štetu bila je tehnika Lizanja (Lick) koja je činila nisku razinu štete, a u Red i Blue verziji uopće nije djelovala na Psihičke Pokémone, te tehniku Noćne sjene (Night Shade), čija je količina štete bila jednaka razini Pokémona koji ju koristi bez obzira na vrstu protivnika. Uz to, tijekom tog vremena bio je nezamjetan broj Buba napada. Nadalje, Psihički su napadi bili super učinkoviti protiv Buba Pokémona (poput Beedrilla) kao i sva tri Pokémon Duha (Gastly, Haunter i Gengar) koji su postojali u to vrijeme, pošto ovi Pokémoni imaju dodatni Otrovni tip, koji je slab na Psihičke napade.
U igrama Pokémon Gold i Silver, stanje je ispravljeno stvaranjem snažnijih Duh napada poput Mračne loptice (Shadow Ball) i jedinstvenog Duh Pokémona Misdreavusa, kao i snažnijih Buba napada poput Mega roga (Megahorn) i Pokémona (poput Heracrossa). Dodana su dvije nove vrste Pokémona: Mračna vrsta, koji su imuni na Psihičke napade i super učinkoviti protiv Psihičkih Pokémona; i Čelična vrsta, koji su otporni na Psihičke Pokémone. Ove su promjene dovele do uravnotežene igre.

## Popis Pokémon tipova (vrsta)

### Buba Pokémoni
Bube Pokémoni (eng. Bug-type Pokémon, jap. むしタイプポケモン Mushi Taipu Pokemon) najčešće su Pokémoni koji nalikuju na člankonošce, kukce, a poneki i na pauke. Ovi se Pokémoni često razvijaju veoma rano, brzi su i napadački orijentirani. Primjeri Buba Pokémona jesu Scyther, Heracross, Wurmple, i Vespiquen.

### Mračni Pokémoni
Mračni Pokémoni obično su usko povezani s tamom i noći, a japanski naziv tipa (あくタイプ - Zli tip) upućuje i na negativne karakterne crte i sklonosti nekih Pokemona ovog tipa. Primjeri Mračnih tipova jesu Umbreon, Cacturne i Weavile. Ne nalik Čeličnim tipovima, nijedan Pokémon prve generacije nema ovaj tip. 

### Zmaj Pokémoni
Zmaj Pokémoni jesu Pokémoni zmajolikog izgleda. Postoji manji broj Pokémona koji nalikuju na zmajeve, ali nisu Zmaj-Pokémoni; npr. Charizard je Vatreni/Leteći tip, Gyarados je Vodeni/Leteći tip, Milotic je Vodeni tip Pokémona; ovi pak Pokémoni spadaju u Zmaj-skupinu za uzgajanje. Zmaj Pokémoni imaju malo slabosti, a njihova slabost na Ledene napade često je uvećana jer većina Zmaj Pokémona ima sekundarni Leteći ili Zemljani tip. Pokémon ovog tipa rijetki su; u prvoj generaciji postojao je samo jedan evolucijski lanac. Njihovi napadi uključuju korištenje pandža i daha. Većina Zmaj Pokémona koji evoluiraju imaju tri evolucijska stupnja i dosežu svoj konačan oblik na neobično visokoj razini. Primjeri Zmaj Pokémona jesu Dragonite, Kingdra, Shelgon i Giratina.

### Električni Pokémoni
Pokémoni Električnog tipa imaju prirodnu sposobnost nakupljanja velikih količina elektriciteta. Električni tipovi često imaju visoke statistike Brzine (Speed) i Specijalnog Napada(Special Attack) te pristojnu statistiku Specijalne Obrane (Special Defense). Istovremeno, neki Električni napadi mogu izazvati paralizu. Električni tipovi imaju malo slabosti, iako većinom imaju nisku Obrambenu (Defense) statistiku. Neki primjeri Električnih Pokémona jesu Pikachu, Pichu, Manectric, i Magnezone.

### Borbeni Pokémoni
Borbeni Pokémoni uče specifične napade usko povezane s borilačkim vještinama, poput udaraca šakom i nogom, bacanja i podvrgavanja. Borbeni Pokémoni većinom imaju veoma visoku statistiku Napada (Attack). Primjeri Borbenih Pokémona jesu Machop, Tyrogue, Blaziken i Infernape.

### Vatreni Pokémoni
Vatreni Pokémoni izravno su povezani s toplinom, često u obliku plamena i lave, i u pravilu su sposobni rigati vatru. Vatreni Pokémoni imuni su na opekotine, i odledit će se netom nakon što su zaleđeni. Vatreni Pokémoni obično imaju visoke napadačke statistike uravnotežene s niskom statistikom HP-a i slabijim obrambenim mogućnostima. Zbog toga, Vatreni Pokémoni bivaju nešto lošiji obrambeni borci unatoč činjenici da se odupiru nekoliko čestih napadačkih tehnika. Primjeri vatrenih Pokémona jesu Charizard, Entei, Numel i Magmortar.

### Leteći Pokémoni
Pokémoni Letećeg tipa obično su Pokémoni koji su sposobni letjeti ili nalikuju pticama te koriste zračne tehnike poput Napada krilima (Wing Attack) i Bušenje kljucanjem (Drill Peck). Obično su nalik pticama, kukcima ili zmajevima, no postoje iznimke poput Vodene/Leteće zmije Gyaradosa. Leteći Pokémoni sve do pojave 5. generacije nikada nisu bili jedinstvenog tipa; djelomična iznimka ovog pravila je Pokémon četvrte generacije Arceus. Arceus posjeduje Pokémon sposobnost da postane bilo koji tip Pokémona ovisno o predmetu kojeg drži, dajući mu priliku da potencijalno postane čisti Leteći Pokémon. Uz to, postoje tehnike i sposobnosti koje Pokémona mogu učiniti Letećeg tipa, poput Kecleonove sposobnosti Promjene boja (Color Change). Leteći je tip kombiniran sa svim ostalim tipovima barem jednom do sada. Najčešća kombinacija tipova jest dvostruki Normalni/Leteći tip.
U petoj generaciji igara, promijenjena je mehanika poteza Mitarenje (Roost), pa sada čisti Leteći Pokemon nakon korištenja ovog poteza postaje Normalni tip. Prvi čisti Leteći Pokemon je legendarni Pokemon Tornadus.
Primjeri Letećih Pokémona jesu Pidgeot, Hoothoot, Beautifly i Chatot.

### Duh Pokémoni
Pokémon Duhovi povezani su s nadnaravnim, posebice s carstvom mrtvih i korištenjem neobičnih napada poput Lizanja(Lick) ili Zbunjujuće zrake (Confuse Ray). Tehnika Kletve (Curse) djeluje drukčije kada ju koriste Pokémon Duhovi. U igrama Red, Blue i Yellow, FireRed i LeafGreen, potreban je Silfoskop (Silph Scope) da bi igrač mogao jasno vidjeti Pokémon Duha i uhvatiti ga. Pokémon Duhovi u pravilu imaju pristojne statistike Napada(Attack) i Specijalnog Napada(Special Attack) te u pravilu nisku statistiku HP-a, što se najbolje da zamijetiti na Shedinji, koja može imati samo 1 HP.  Postoje snažne iznimke od toga, kao na primjer Jellicent i Drifblim. Primjeri Pokémona Duhova jesu Haunter, Misdreavus, Shedinja i Spiritomb.

### Travnati Pokémoni
Travnati Pokémoni jesu Pokémoni sa sposobnostima i izgledom povezani s biljkama i prirodom. Ipak, Sudowoodo, Kameni Pokémon, daje lažan izgled Travnatog Pokémona zbog naličja na stablo. Travnati Pokémoni koriste brojne tehnike oporavka i tehnike crpljenja protivničke snage, kao i tehnike s brojnim i raznolikim status efektima; trovanje, paraliza, uspavljivanje neki su od primjera. Travnati su Pokémoni imuni na tehniku Zametka pijavice (Leech Seed). Do druge generacije, veći dio Travnatih Pokémona bio je Otrovnog podtipa, poništavajući njihovu otpornost na Zemljane napade. Zapravo, tijekom prve generacije postojao je samo jedan jedinstveni Travnati Pokémon; Tangela. Čak i u kasnijim generacijama mnogi Travnati Pokémoni imaju dvostruki tip. Primjeri Travnatih Pokémona jesu Bulbasaur, Bayleef, Ludicolo i Shaymin.

### Zemljani Pokémoni
Zemljani su Pokémoni bića povezana sa zemljom, bića sačinjena od kamenja ili metala nađenih samo unutar zemlje, ili bića čija su tijela dovoljno snažna da utječu na samu zemlju. Njihovi napadi najčešće uzrokuju štetu izazivanjem pomicanja tla, te s rijetkim iznimkama žrtvuju statistike Specijalnog Napada i Obrane(Special Attack, Special Defense) za više statistike Napada(Attack) i Obrane(Defense). Primjeri Zemljanih Pokémona jesu Diglett, Phanpy, Groudon i Torterra.

### Ledeni Pokémoni
Ledeni Pokémoni često su u oblicima snijega i leda, i u pravilu su sposobni izdisati led. Imuni su na smrzavanje, te Ledeni napadi mogu smrznuti protivnike. Napadački gledano, svi Ledeni napadi neučinkoviti su protiv Vatrenih i Čeličnih Pokémona. Primjeri Ledenih Pokémona jesu Dewgong, Swinub, Glalie i Glaceon.

### Normalni Pokémoni
Normalni Pokémoni u pravilu nemaju posebne karakteristike povezane s vlastitim tipom, izuzev Normalnih Pokémona s dvostrukim tipom. Normalne se Pokémone zato smatra standardnim Pokémonima; oni koji ne uspijevaju zadovoljiti kategoriju pripadanja nekom drugom tipu. Neobični Pokémoni poput Porygona, Eeveeja i Arceusa obično su Normalnog tipa. Normalni su napadi temeljeni su na standardnim napadima, poput obaranja protivnika ili grebanja istog, no većina može učiti i napade drugih tipova poput Vatrene eksplozije (Fire Blast) ili Groma (Thunder). Normalni napadi nisu pretjerano učinkoviti protiv ijednog tipa, no Normalni tipovi imaju samo jednu slabost, te samo rijetki tipovi imaju otpornost na Normalne napade. Primjeri Normalnih Pokémona jesu Chansey, Noctowl, Skitty i Munchlax.

### Otrovni Pokémoni
Napadi Otrovnih Pokémona u pravilu koriste tehnike temeljene na otrovima koje mogu onesposobiti protivnike. Likovi nekih Otrovnih Pokémona temelje se na gmazovima ili kukcima koji stvaraju otrov, drugi nalikuju otrovnim biljkama, dok su neki sastavljeni ili otpuštaju otrovne kemikalije. Mnogi Otrovni napadi mogu izazvati trovanje protivnika, na što su samo Čelični Pokémoni otporni, kao i svi ostali Otrovni Pokémoni. Primjeri Otrovnih Pokémona jesu Weezing, Ariados, Seviper i Croagunk.

### Psihički Pokémoni
Psihički Pokémoni u pravilu imaju umne sposobnosti povezane sa psihom, poput telekineze, telepatije ili predviđanja. Obično imaju visoku statistiku Specijalnog Napada (Special Attack). Također, smatraju se najinteligentnijim vrstama Pokémona, i često mogu koristiti ljudski jezik, izravno ili kroz telepatiju. Sposobni su naučiti velik broj tehnika izvan svojeg tipa. Smatra se kako su Mračni Pokémoni u drugoj generaciji uvedeni zbog prevelike prednosti Psihičkih Pokémona nad ostalim vrstama. Primjeri Psihičkih Pokémona jesu Mewtwo, Lugia, Kirlia i Bronzong.

### Kameni Pokémoni
Kameni Pokémoni povezani su s kamenjem i planinama, te je njihovo tijelo često sastavljeno od stijena. Ne bi ih se trebalo zamjenjivati sa Zemljanim Pokémonima; Kameni Pokémoni napadaju bacanjem kamenja, dok Zemljani Pokémoni upravljaju tlom - točnije, zemljom. Ipak, mnogi su Kameni Pokémoni dvostrukog Kamenog/Zemljanog tipa, dajući lažan dojam kako su Kameni Pokémoni otporni na Električne napade poput Zemljanih. Često imaju visoku statistiku Obrane (Defense) i nisku statistiku Brzine (Speed). Uz Zemljane i Čelične Pokémone, Kameni Pokémoni su jedini koji ne primaju štetu od tehnike Pješčane oluje (Sandstorm). Primjeri Kamenih Pokémona jesu Onix, Tyranitar, Nosepass i Bonsly.

### Čelični Pokémoni
Čelični Pokémoni, uvedeni u drugoj generaciji, sastavljeni su ili premazani vrstom metala, poput čelika ili željeza. Obično imaju veoma visoku statistiku Obrane (Defense) i velik broj otpornosti, no često imaju nisku statistiku Brzine(Speed) i prosječnu statistiku Specijalne Obrane (Special Defense). Uz Zemljane i Kamene Pokémone, Čelični Pokémoni ne primaju štetu od tehnike Pješčane oluje (Sandstorm). Primjeri ove vrste jesu Magneton, Skarmory, Mawile i Dialga.

### Vodeni Pokémoni
Vodeni su Pokémoni temeljeni na vodenim ili vodozemnim bićima, a njihove su moći izravno povezane s vodom, poput sposobnosti ispaljivanja mlazova vode pod visokim pritiskom. Ova vrsta ima najveći broj pripadnika. Neki od Vodenih Pokémona jesu Wartortle, Corsola, Mudkip i Empoleon.

### Vilinski Pokémoni
Vilinski Pokémoni su utemeljeni na vilama ili bićima koja posjeduju snažne čarobne moći. U pravilu imaju ˝nježan˝ izgled i blage su naravi. Ovaj tip je uveden u 6. generaciji Pokémona. Neki stariji Pokémoni su dobili Vilinski tip, ili im je on zamijenio stari (Normalni). Vilinski su Pokémoni imuni na Zmajski tip, otporni na napade Buba, Borbenog i Mračnog tipa, a slabi na Otrovne i Čelične napade. Primjeri Vilinskih Pokémona jesu Clefairy, Togekiss, Sylveon i Xerneas.